# Про, Мигель Агустин
Хосе Рамон Мигель Агустин Про Хуарес (исп. José Ramón Miguel Agustín Pro Juárez; 13 января 1891, Гуадалупе, Сакатекас — 23 ноября 1927, Мехико) — блаженный Римско-католической церкви, священник, иезуит, мученик.

## Биография
В 1911 году вступил в орден иезуитов. С 1913 по 1914 год изучал гуманитарные дисциплины в Эль-Льяно, но из-за антиклерикальной политики мексиканских властей был вынужден покинуть Мексику и переехать в Испанию, где в 1915—1918 годах продолжил своё обучение на философском факультете в Гранаде.
В 1918—1920 годах учился в Никарагуа, проходил курс богословия в Барселоне.
Рукоположён в священники 31 августа 1925 года, после чего вернулся в Мексику, где занялся активной политической деятельностью.
В 1926 году в Мексике начался конфликт между антиклерикальным правительством и Церковью, что привело к гонениям христиан. Мигель Агустин в это время гонений занимался активной пастырской деятельностью: он тайно совершает для верующих богослужения, помогает семьям повстанцев кристерос, которые боролись за права Церкви, открыто выступает против действий правительства.
13 ноября 1927 года Лига защиты религиозной свободы совершила покушение на кандидата в президенты Альваро Обрегона. Мигель Агустин и его братья Роберто и Умберто были обвинены в соучастии и арестованы. Усилиями дипломатического корпуса от казни был спасён только Роберто, а Мигель и Умберто были расстреляны 23 ноября 1927 года.

## Прославление
25 сентября 1988 года папа Иоанн Павел II причислил Мигеля Агустина Про к лику блаженных.
День памяти — 23 ноября.

## Источник
- Католическая энциклопедия, т.3, изд. Францисканцев, 2007, стр. 470—471.